# Allan Wanga
Allan Wetende Wanga, né le 26 novembre 1985 à Kisumu au Kenya, est un footballeur international kényan qui évolue au poste d'attaquant à l’AFC Leopards.

## Parcours en club
Après avoir fréquenté différentes équipes locales de sa ville natale, Kisumu, Allan Wanga intègre le Lolwe FC, club évoluant en deuxième division, en 2005.
La saison suivante, Allan Wanga fait ses débuts professionnels dans le championnat kenyan. En 23 matches, il inscrit 21 buts et permet à son club le Tusker FC de remporter le championnat national et sur le plan individuel, le titre de meilleur buteur.
Contacté par un agent basé en Suède, Allan Wanga se met en tête de jouer en Europe, comme certains de ses compatriotes, mais c'est finalement le club angolais du Petro Luanda qui obtient le joueur moyennant une indemnité de transfert de 50 000 USD.
Allan Wanga passe deux saisons dans le club au plus grand palmarès d'Angola, avec qui il remporte deux titres de champion en 2008 et 2009.
Toujours déterminé à jouer en Europe, Allan Wanga est approché par le FC Pyunik Erevan et le FK Bakou, deux clubs du Caucase. En janvier 2010, le club azeri du FK Bakou annonce sa signature pour un contrat de 6 mois renouvelable. Faute d'obtenir un permis de travail en raison du faible classement FIFA du Kenya, Wanga quitte le club après seulement 4 mois de présence et 6 matches joués.
Peinant à retrouver un club en Europe, il signe un court contrat avec les champions du Kenya 2009, le Sofapaka FC. En décembre 2010, il retente une expérience à l'étranger, en signant pour 2 ans à Hoàng Anh Gia Lai. Il se distingue dès le match ouverture du championnat vietnamien 2011 en inscrivant un but face au SHB Ðà Nẵng Football Club le 22 janvier. Il termine la saison en ayant joué 24 matches (sur les 26 que compte le championnat) et inscrit six buts.
Allan Wanga ne renouvelle pas l’expérience, et retourne dans son pays natal, en signant en janvier 2012 pour l’AFC Leopards.
En 2014, il s'engage pour le club soudanais d'Al Merreikh Omdurman.

## Parcours en sélection nationale
Le 3 juin 2007, il fait ses débuts internationaux avec l'équipe du Kenya de football face au Swaziland, en remplaçant Patrick Oboya pour les dix dernières minutes de jeu, dans un match des éliminatoires de la CAN 2008 qui se termine sur le score de 0-0.
Il inscrit son premier but en sélection face à la Tanzanie (défaite 2-1) pendant la Coupe CECAFA des nations le 8 décembre 2007.

## Buts en sélection
|   | Date             | Lieu                  | Adversaire | Résultat | Compétition                       |
| - | ---------------- | --------------------- | ---------- | -------- | --------------------------------- |
| 1 | 8 décembre 2007  | Dar Es Salam, Soudan  | Tanzanie   | 1-2      | Coupe CECAFA 2007                 |
| 2 | 14 décembre 2007 | Dar Es Salam, Soudan  | Somalie    | 2-0      | Coupe CECAFA 2007                 |
| 3 | 17 décembre 2007 | Dar Es Salam, Soudan  | Ouganda    | 1-1      | Coupe CECAFA 2007                 |
| 4 | 14 novembre 2009 | Nairobi, Kenya        | Nigeria    | 2-3      | Eliminatoires Coupe du monde 2010 |
| 5 | 2 décembre 2009  | Nairobi, Kenya        | Djibouti   | 2-0      | Coupe CECAFA 2009                 |
| 6 | 5 décembre 2009  | Nairobi, Kenya        | Éthiopie   | 2-0      | Coupe CECAFA 2009                 |
| 7 | 18 août 2010     | Addis-Abeba, Éthiopie | Éthiopie   | 3-0      | Amical                            |
| 8 | 18 août 2010     | Addis-Abeba, Éthiopie | Éthiopie   | 3-0      | Amical                            |
| 9 | 29 février 2012  | Nairobi, Kenya        | Togo       | 2-1      | Eliminatoires CAN 2013            |

## Palmarès

### Palmarès
- Championnat du Kenya
  - Vainqueur : 2007
- Championnat d'Angola
  - Vainqueur : 2008, 2009
- Coupe d'Azerbaïdjan
  - Vainqueur : 2010